# Симан, Лоран
Лора́н Сима́н (фр. Laurent Ciman; род. 5 августа 1985, Фарсьен, Бельгия) — бельгийский футболист, защитник. Выступал за сборную Бельгии.

## Клубная карьера
В июне 2008 года Симан перешёл из «Шарлеруа» в «Брюгге», подписав с клубом трёхлетний контракт, но так и не заиграл там, из-за чего был отдан в годичную аренду в «Кортрейк».
16 июня 2010 года Лоран подписал контракт с льежским «Стандардом» сроком на четыре года.
22 января 2015 года Симан заключил трёхлетнее соглашение с клубом MLS «Монреаль Импакт». За канадский клуб дебютировал 24 февраля 2015 года в первом матче четвертьфинала Лиги чемпионов КОНКАКАФ 2014/15 против мексиканской «Пачуки». 16 мая 2015 года в матче против «Реал Солт-Лейк» забил свой первый гол в MLS. По итогам сезона 2015 был признан защитником года в MLS и вошёл в символическую сборную MLS. 12 февраля 2016 года Симан продлил контракт с «Монреаль Импакт» на один год, до конца сезона 2018. Дважды выбирался на Матч всех звёзд MLS — в 2015 и 2016 годах.
12 декабря 2017 года Симан был обменян в клуб-новичок MLS «Лос-Анджелес» на Рахима Эдвардса и Юкку Райталу. Был назначен первым в истории клуба капитаном. В дебютном матче «Лос-Анджелеса» в MLS, против «Сиэтл Саундерс» 4 марта 2018 года, вышел в стартовом составе. 21 апреля 2018 года в матче против своего бывшего клуба «Монреаль Импакт» забил свой первый гол за «Лос-Анджелес», реализовав штрафной удар.
28 августа 2018 года Симан перешёл за $500 тыс. в клуб французской Лиги 1 «Дижон», подписав двухлетний контракт. 24 декабря 2018 года контракт Симана с «Дижоном» был расторгнут по обоюдному согласию сторон.
27 декабря 2018 года Симан вернулся в MLS, подписав контракт с клубом «Торонто». Дебютировал за «красных» 2 марта 2019 года в матче стартового тура сезона против «Филадельфии Юнион». По окончании сезона 2020 срок контракта Симана с «Торонто» истёк.

## Международная карьера
Симан являлся резервным, 24-м, игроком в составе сборной Бельгии на чемпионат мира 2018 на случай, если травма не позволит сыграть Венсану Компани.

## Тренерская карьера
24 февраля 2021 года Симан вернулся в «Клёб де Фут Монреаль», бывший «Монреаль Импакт», в качестве ассистента главного тренера.

## Достижения
Командные
 «Стандард»
- Кубок Бельгии: 2010/11

Личные
- Защитник года в MLS: 2015
- Член символической сборной MLS: 2015
- Участник Матча всех звёзд MLS: 2015, 2016, 2018